# محصام الخواملة (حرض)

تعديل مصدري - تعديل

محصام الخواملة هي إحدى قرى عزلة الفج بمديرية حرض التابعة لمحافظة حجة، بلغ تعداد سكانها 459 نسمة حسب تعداد اليمن لعام 2004.